# Korean Air Lines Flight 007
KAL 007-incidenten var en Boeing 747+230B som flög mellan John F. Kennedy International Airport och Gimpo International Airport den 1 september 1983, då Sovjetunionen sköt ner flygplanet över internationellt vatten strax väster om ön Sachalin. Flygplanet hade avvikit från sin planerade rutt över Stilla havet och passerat över sovjetiskt territorium betydligt längre västerut, och sovjetiska myndigheter hävdade att man trodde att det rörde sig om ett spionplan.
Samtliga ombordvarande, 246 passagerare och 23 besättningsmän, omkom. Nedskjutningen föranledde en proteststorm. Den amerikanska kongressledamoten Larry McDonald var bland de omkomna. En svensk omkom.
Ryske flygvapengeneralen Anatolij Kornukov (ryska: Анатолий Корнуков), som beordrade nedskjutningen[källa behövs] fick år 2000 mottaga en statlig utmärkelse för detta av Vladimir Putin.

CIA:s karta som förenklat visar planerad rutt (punktlinje) och faktiskt rutt